# Bartolomé Bennassar
Bartolomé Bennassar (Nimes, Francia, 8 de abril de 1929-Toulouse, Francia, 8 de noviembre de 2018) fue un historiador e hispanista francés.

## Biografía
Fue profesor emérito de Historia Contemporánea en la Universidad de Toulouse. Fue también un reconocido crítico taurino.
Estudió en las Universidades de Montpellier y Toulouse (1949); fue profesor de Secundaria en varios liceos (1950-1955) y becario residente en la Casa de Velázquez (Madrid, 1955-56). Profesor y catedrático de Historia Moderna en la Universidad de Toulouse (1956-1990), de la que fue rector (1978-1980). Profesor visitante en Oxford (1973). Impartió conferencias por Europa, América y África; doctor honoris causa por la Universidad de Valladolid, posee la Orden de Alfonso X el Sabio y el Gran Premio de Historia de la Academia Francesa por el conjunto de su obra (2005). Escribió biografías de Francisco Franco, Hernán Cortés y Juan de Austria y estudió especialmente el Siglo de Oro español; fue uno de los primeros en revisar el concepto antiguo que de la Inquisición española se tenía, lastrado por la Leyenda negra. Además de historiador, se ha dedicado a la literatura escribiendo varias novelas. Fue, además, crítico taurino y aficionado a la pesca fluvial.
Desde 1982 hasta su muerte fue miembro correspondiente de la Real Academia de la Historia de Madrid.

## Obras
- Valladolid au siècle d'or. Une ville de Castille et sa campagne au XVIe. siècle. (París, La Haya Mouton, 1967), considerado un clásico de síntesis regional histórica.
- L'Inquisition espagnole (La Inquisición española),
- L'Histoire des Espagnols (Historia de los españoles),
- La guerre d'Espagne et ses lendemains, 2005[4]
- Histoire du Brésil (Historia de Brasil),
- Toutes les Colombies (Todas las Colombias)
- Hernán Cortés. El conquistador de lo imposible ; Temas de Hoy; Madrid; 2002.
- Don Juan de Austria. Un héroe para un imperio., Temas de Hoy. Madrid, 2000[5]
- Le dernier saut novela adaptada al cine en 1970.
- Le Coup de Midi, Julliard, 1964.
- Une fille en janvier, Julliard, 1968.
- Valladolid et ses campagnes au Siècle d’Or, Tesis de Doctorado, Paris-Sorbonne, 1967, Ed. Mouton, Paris y La Haya, 1967.
- Recherches sur les grandes épidémies dans le Nord de l’Espagne à la fin du XVI° siècle, Paris, SEVPEN, 1969. Reed. CNRS.
- L’Homme Espagnol, Attitudes et mentalités XVI°-XIX°s, Paris Hachette, 1975. Numerosas reeds. y trads. al inglés, español y japonés.
- L’Inquisition Espagnole, XV°-XIX° siècle, junto a otros colaboradores, Paris, Hachette, 1978. Varias reeds. y trads. al español, italiano y rumano.
- Un Siècle d’Or espagnol, Éditions Robert Laffont, París, 1982. Varias reeds. y trads. al español e italiano.
- Histoire des Espagnols, junto a otros colaboradores, 2 vol. Ed. Armand Colin, Paris, 1985. Reed. Col Bouquins, 1991. Trad. española.
- “Las condiciones de la producción artística en la España del Siglo de Oro”, Cuadernos de Historia de España, 76, 2000.
- Les Chrétiens d’Allah. L’histoire extraordinaire des renégats, en colaboración con Lucile Bennassar, Paris, 1989. Trad. al español e italiano. Reed. 2001.
- 1492 ¿un mundo nuevo?, con Lucile Bennassar, Madrid, Nerea, 1992.
- Franco, Ed. Perrin, Paris, 1995. Reed Col. Tempus. Trad. española.
- Les tribulations de Mustafa de Six-Fours (El galeote de Argel), Criterion, 1995. Trad. española.
- Le Temps de l ‘Espagne, en colaboración con Bernard Vincent, Paris, 1999. Trad. al alemán y al español. Rééd col. Pluriel.
- Histoire du Brésil, en colaboración con Richard Marin, Ed Fayard, Paris, 2000. Trad. portuguesa.
- “La corte en Valladolid”, La Aventura de la historia, 33, 2001.
- Cortès, le conquérant de l’impossible, Ed. Payot, Paris, 2001. Trad. al alemán y al español.
- Toutes les Colombies, De Fallois, 2002. Trad española.
- “Las capitales que fueron”, en Capitales y corte en la historia de España, 2003.
- La Guerre d’Espagne et ses lendemains, Ed. Perrin, Paris, 2004.
- Don Juan de Austria, un héroe para un imperio, Madrid, Temas de Hoy, 2004.
- La Europa del Renacimiento, Madrid : Anaya, 1991
- Vélasquez, Paris : de Fallois, 2010 (reeditado en 2015 con el título Velázquez)